# Kangaroo (Fahrrad)

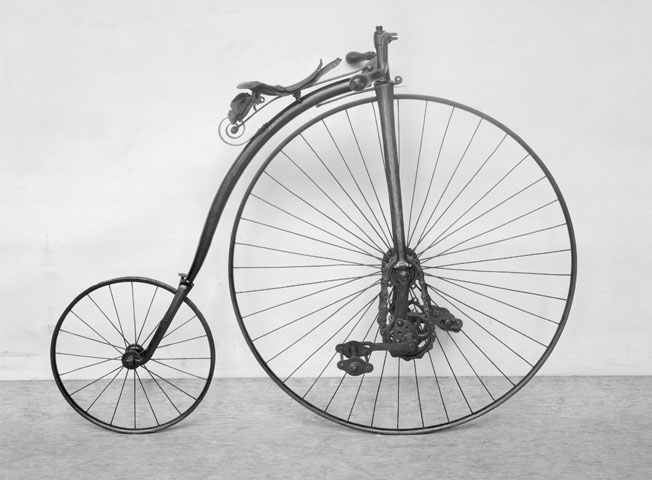
Kangaroo

Das Kangaroo war ein Hochrad mit einer Kettenübersetzung am Vorderrad, das von 1884 bis 1886 hergestellt wurde. Die Beliebtheit der Kangaroos war nur von kurzer Dauer, das Sicherheitsniederrad von John Kemp Starley (1885) sollte diese Räder rasch ablösen.

## Geschichte und Technik
Das erste Hochrad mit Kettenantrieb wurde bereits 1877 vom Franzosen Rousseau in Marseille entwickelt; dabei drehte sich das Rad bei zwei Tretkurbelumdrehungen dreimal. Edouard Carl Friedrich Otto und J. Wallis (Coventry) ließen sich 1878 ein ähnliches Rad patentieren. Hintergrund der Entwicklung war die Zunahme des Durchmessers von Vorderrädern bei Hochrädern (Ordinary), die zwischen 50 und 60 Zoll (127 bis 142 cm) erreichten, was die Gefahr bei Unfällen von Hochradfahrern (u. a. Kopfsturz) erhöhte.
Der bekannteste Hersteller war Hillman, Herbert & Cooper in Coventry, dessen 1884 modifiziertes Modell „Kangaroo“ das Synonym für „hohe Sicherheitsräder“ wurde. Weitere Hersteller waren Bayliß, Thomas & Co und Adler in Deutschland, die bis 1886 hohe Sicherheitsräder herstellten. Das 36-Zoll-Vorderrad (91 cm) des Kangaroo hatte eine leicht nach hinten geneigte Gabel, wodurch der Schwerpunkt des Fahrers zwischen Vorder- und Hinterrad verlegt wurde. Mit verschiedenen Zahnkränzen konnte die Übersetzung geändert werden. Die Timberlake-Ratchet-Bremse (durch Drehen des Lenkers wurde über eine Zahnstange eine Bremsrolle auf den Reifen gedrückt) am Vorderrad sorgte für Verzögerung.